# Neocrasis obscurata
Neocrasis obscurata là một loài bướm đêm trong họ Geometridae.